# Драгомановка (село)
Драгомановка (укр. Драгоманівка) — село в Купчинецкой сельской общине Тернопольского района Тернопольской области Украины.
До 2020 года входило в Козовский район.
Код КОАТУУ — 6123085602. Население по переписи 2001 года составляло 58 человек.

## Географическое положение
Село Драгомановка находится на левом берегу реки Стрыпа,
выше по течению на расстоянии в 3,5 км расположено село Купчинцы,
ниже по течению на расстоянии в 2 км расположено село Богатковцы,
на противоположном берегу — село Дворище.